# Mesocyclops dussarti
Mesocyclops dussarti is een eenoogkreeftjessoort uit de familie van de Cyclopidae. De wetenschappelijke naam van de soort is voor het eerst geldig gepubliceerd in 1984 door van de Velde.